# Tarik Schwenke
Tarik Schwenke (* 20. Januar 1977 in Köln, geb. El-Kabbani) ist ein deutscher Fernsehmoderator.

## Leben
Tarik Schwenke studierte ab 2001 an der Universität zu Köln im Hauptfach Geographie mit den Nebenfächern Meteorologie und Geologie. Das Studium schloss er als Diplom-Geograf ab.
Im Fernsehen war er bis Anfang 2008 zunächst beim Hessischen Rundfunk, im Ersten auch in der Wetterschau und im Nachtmagazin zu sehen. Danach wechselte er zum ZDF und moderierte dort anfangs das Wetter in den 17-Uhr-heute-Nachrichten und weiterhin unter anderem im ZDF-Mittagsmagazin, bei drehscheibe Deutschland und in hallo deutschland. Außerdem moderierte er als Urlaubsvertretung für Ben Wettervogel das Wetter beim ZDF-Morgenmagazin. Er kommentierte beim ZDF auch das aktuelle Wetter im Rahmen der Berichterstattung von den Olympischen Winterspielen 2010 in Vancouver.
Die Arbeitsgruppe zum Nationalen Integrationsplan Medien – Vielfalt nutzen stellte 2008 in einem Zwischenbericht fest, dass Tarik Schwenke, dessen Vater aus Ägypten stammt, neben Dunja Hayali, Pierre Geisensetter und Laura Di Salvo zu den Mitarbeitern mit Migrationshintergrund gehört, die bei der ARD und dem ZDF „prägend und profilbildend auf dem Bildschirm sichtbar“ sind.
Seit 2015 arbeitet Tarik Schwenke als selbständiger Meteorologe, Moderator und Videojournalist für Wetter.com. Neben seinem Beruf ist er als Sänger, Autor und Musiker tätig. Er veröffentlichte die Bücher Die Blumensiedlung und Verrücktes aus Auenstadt.
2013 war er aufgrund seiner eigenen Erfahrungen als Mitglied im Netzwerk Nahtoderfahrung tätig. Tarik Schwenke ist verpartnert und lebt in Usingen.